# Carl August Severin
Carl Wilhelm August Severin (* 19. Oktober 1773 in Mengeringhausen; † 9. Mai 1859 ebd.) war ein Mitglied des Landstandes des Fürstentums Waldeck.

## Leben

### Herkunft und Familie
Carl August Severin entstammte einer bürgerlichen Familie Severin, die in Bochum im 16. Jahrhundert ihren Anfang nimmt. Er wurde als erstes Kind des waldeckischen Regierungs- und Konsistorialrates Theodor Severin (1733–1797) und dessen Ehefrau Christina Eleonore Henrietta Becker (1744–1802) geboren. Carl Theodor Severin (1763–1836) und Ludwig Severin (1776–1832) waren seine Brüder, Ludwig Severin (1811–1867) sein Neffe und Emanuel Severin (1842–1907) sein Großneffe. Theodor Waldschmidt (1776–1841) war sein Schwager.
Er vermählte sich mit Charlotte Christiane Louise Waldeck (1775–1841). Aus der Ehe sind fünf Kinder hervorgegangen, darunter Carl Theodor Severin (1789–1872), der seinem gleichnamigen Onkel im Amt des mecklenburgischen Landbaumeisters nachfolgte.

### Werdegang
Severin besuchte von 1789 bis 1790 das Landesgymnasium in Korbach. Er erbte vom Vater das Freigut in Mengeringhausen. Dadurch war er von 1801 bis etwa 1816 Mitglied des Landstandes des Fürstentums Waldeck.
Bereits sein Vater hatte für ihn 1794 den Braunser Hammer gepachtet, wo er von da an Faktor war. Im Jahr 1800 erwarb er den Braunser Hammer, gab jedoch dessen Eigenbewirtschaftung 1806 auf. Wegen seiner erfolglosen Haushaltung und zunehmender Schuldenlast ließ sein Schwiegervater seine Frau zugunsten seiner Kinder enterben. Severin ging noch vor 1817 in den Konkurs.